# 灿烂刺足蛛
灿烂刺足蛛（学名：Phrurolithus splendidus）为光盔蛛科刺足蛛属的动物。在中国大陆，分布于浙江等地。该物种的模式产地在浙江三门。